# Ạ̈
Ạ̈ (minuscule : ạ̈), appelé A tréma point souscrit, est une lettre latine utilisée dans l’écriture du moyen bas allemand. Elle est aussi utilisée  dans la romanisation du ISO 9. 
Il s’agit de la lettre A diacritée d’un tréma et d’un point souscrit.

## Représentations informatiques
Le A tréma point souscrit peut être représenté avec les caractères Unicode suivants : 
- composé et normalisé NFC (latin étendu additionnel, diacritiques) :

| formes    | représentations | chaînes de caractères | points de code | descriptions                                               |
| --------- | --------------- | --------------------- | -------------- | ---------------------------------------------------------- |
| capitale  | Ạ̈               | Ạ◌̈                    | U+1EA0 U+0308  | lettre majuscule latine a point souscrit diacritique tréma |
| minuscule | ạ̈               | ạ◌̈                    | U+1EA1 U+0308  | lettre minuscule latine a point souscrit diacritique tréma |

- décomposé et normalisé NFD (latin de base, diacritiques) :

| formes    | représentations | chaînes de caractères | points de code       | descriptions                                                           |
| --------- | --------------- | --------------------- | -------------------- | ---------------------------------------------------------------------- |
| capitale  | Ạ̈               | A◌̣◌̈                   | U+0041 U+0323 U+0308 | lettre majuscule latine a diacritique point souscrit diacritique tréma |
| minuscule | ạ̈               | a◌̣◌̈                   | U+0061 U+0323 U+0308 | lettre minuscule latine a diacritique point souscrit diacritique tréma |